# Olympian Village (Misuri)
Olympian Village es una ciudad ubicada en el condado de Jefferson en el estado estadounidense de Misuri. En el Censo de 2010 tenía una población de 774 habitantes y una densidad poblacional de 524,29 personas por km².

## Geografía
Olympian Village se encuentra ubicada en las coordenadas 38°8′5″N 90°27′30″O / 38.13472, -90.45833. Según la Oficina del Censo de los Estados Unidos, Olympian Village tiene una superficie total de 1.48 km², de la cual 1.48 km² corresponden a tierra firme y (0%) 0 km² es agua.

## Demografía
Según el censo de 2010, había 774 personas residiendo en Olympian Village. La densidad de población era de 524,29 hab./km². De los 774 habitantes, Olympian Village estaba compuesto por el 97.29% blancos, el 0.39% eran afroamericanos, el 0.26% eran amerindios, el 0.52% eran asiáticos, el 0% eran isleños del Pacífico, el 0.39% eran de otras razas y el 1.16% pertenecían a dos o más razas. Del total de la población el 1.55% eran hispanos o latinos de cualquier raza.